# Vega de Liébana
Vega de Liébana és un municipi de la Comunitat Autònoma de Cantàbria. Està situat en la comarca de Liébana, en l'extrem occidental de la regió. Limita al nord amb Camaleño i Potes, a l'est amb Pesaguero i Cabezón de Liébana, al sud amb la província de Palència i a l'oest amb la província de Lleó. A través del Port de Sant Glorio, comunica a Cantàbria amb Lleó.

## Localitats
- Bárago, 101 hab., 42 dels quals viuen al barri de Soberado.
- Barrio, 61 hab.
- Bores, 38 hab.
- Campollo, 68 hab., 9 d'ells al barri de Maredes.
- Dobarganes, 31 hab.
- Dobres, 90 hab., dels que viuen 47 a Cucayo i 43 al nucli de Dobres.
- Enterrías, 18 hab.
- Ledantes, 74 hab.
- Pollayo, 13 hab.
- Tollo, 36 hab.
- Toranzo, 41 hab.
- Tudes, 38 hab.
- Vada, 18 hab.
- Valmeo, 40 hab, dels que 4 estan al barri de Naroba.
- La Vega (Capital), 184 hab.
- Vejo, 62 hab. que se reparteixen en tres barris: El Arroyo (28 hab.), Dobares (13 hab.) i Ongayo (21 hab.).
- Villaverde, 23 hab.

## Demografia
| 1900  | 1910  | 1920  | 1930  | 1940  | 1950  | 1960  | 1970  | 1980  | 1990  | 2000 | 2007 |
| ----- | ----- | ----- | ----- | ----- | ----- | ----- | ----- | ----- | ----- | ---- | ---- |
| 2.388 | 2.336 | 2.431 | 2.476 | 2.427 | 2.368 | 2.017 | 1.602 | 1.148 | 1.158 | 999  | 910  |

Font: INE

## Administració
| Eleccions municipals, 25 de maig de 2003 |      |        |          |
| Partit                                   | Vots | %      | Regidors |
| PRC                                      | 383  | 53,49% | 4        |
| PSOE                                     | 166  | 23,18% | 2        |
| PP                                       | 162  | 22,63% | 1        |

| Eleccions municipals, 27 de maig de 2007 |      |        |          |
| Partit                                   | Vots | %      | Regidors |
| PRC                                      | 324  | 46,15% | 3        |
| PP                                       | 186  | 26,50% | 2        |
| PSOE                                     | 169  | 24,07% | 2        |